# Libre accès (édition scientifique)
Pour les articles homonymes, voir Libre accès.
Le libre accès ou accès ouvert (en anglais : open access) est la mise à disposition en ligne de contenus numériques qui peuvent eux-mêmes être soit libres, soit sous un des régimes de propriété intellectuelle.
Le libre accès est principalement utilisé pour les articles de revues de recherche universitaires sélectionnés par des pairs. On devrait, en réalité, distinguer le libre accès et l'accès ouvert (anglais : gratis open access), afin de distinguer plus nettement ce qui est, respectivement, en accès gratuit et libre, parce que soumis à une licence libre, et ce qui est « simplement » en accès gratuit pour l'internaute. Le libre accès peut, en théorie, inclure l'accès aux données afin de permettre l'exploration de données, mais ce n'est en général pas le cas.
Le concept de libre accès vise à éliminer les barrières majeures qui entravent l’accès, le partage et la réutilisation des avancées de la recherche scientifique. Son objectif est de simplifier le processus de recherche en assurant une diffusion rapide et étendue des résultats scientifiques, permettant ainsi à toutes les communautés d’en tirer l'inspiration et de participer aux débats scientifiques.
Cette tendance a pris de l'ampleur ces dernières années grâce à la mise en place de politiques d’accès libre par des organismes de financement et des institutions, ainsi qu’à l’émergence de nouvelles plateformes en ligne qui facilitent la publication de contenu en libre accès à faible coût, voire gratuitement. En 2018, une étude a révélé que 28 % de la littérature de recherche était déjà disponible en libre accès. Une étude publiée en 2019 démontre que 31 % des 71 millions d’articles publiés entre 1950 et octobre 2019 étaient en libre accès. Les auteurs prédisent que 44 % de tous les articles seront en libre accès en 2025. Trois ans plus tard, en 2022, une autre étude a été menée, portant sur un total de 8 137 675 publications répertoriées dans le Web of Science entre 2015 et 2019, représentant ainsi la littérature plus contemporaine. Cette étude a révélé que près de la moitié de ces publications (42,9 %) étaient disponibles en ligne gratuitement. Naturellement, ces pourcentages varient considérablement en fonction des domaines de recherche et des nations.

## Définitions
Malgré la vaste littérature sur l’accès libre, le terme lui-même reste relativement vague, ce qui rend difficile l’établissement d’une définition autoritaire. La définition la plus influente du libre accès provient de Budapest Open Access Initiative (BOAI), l’initiative pour l’accès libre de Budapest de 2002. Cette déclaration contient l’une des premières définitions du libre accès, qui reste l’une des plus couramment employées. Cette définition fut révisée ultérieurement, une décennie après sa première parution : « Par libre accès à cette littérature, nous entendons sa disponibilité gratuite sur l’internet public, permettant à tout utilisateur de lire, télécharger, copier, distribuer, imprimer, rechercher ou créer des liens vers les textes intégraux de ces articles, de les indexer, de les transmettre en tant que données à des logiciels ou de les utiliser à toute autre fin légale, sans barrières financières, juridiques ou techniques autres que celles inséparables de l’accès à l’internet lui-même. La seule contrainte en matière de reproduction et de distribution, et le seul rôle du droit d’auteur dans ce domaine devraient être de donner aux auteurs le contrôle de l’intégrité de leur travail et le droit d’être correctement reconnus et cités. » En pratique, on peut considérer que la définition de BOAI est à peu près synonyme de la licence « creative commons - CC-BY ».
Or, il existe d'autres définitions plus récentes, telle que celle de Peter Suber, proposée en 2016 dans Qu'est-ce que l'accès ouvert ? : « L'idée de base de l'accès ouvert est simple: faire en sorte que la littérature scientifique soit disponible en ligne sans barrières liées au prix et sans la plupart des contraintes dues à des autorisations. » Une autre définition couramment employée par les chercheurs dans le domaine de la science ouverte est celle proposée par Heather Piwowar et son équipe, en 2018 : « Les articles en libre accès peuvent être lus gratuitement en ligne, soit sur le site web de l'éditeur, soit dans un dépôt d'archives en libre accès. » [Traduction libre] Il existe au moins trois types de libre accès (à ne pas confondre avec l'accès libre) dites voie verte, voie dorée et voie diamant, avec de nombreuses variations. Dernièrement, la littérature scientifique concernant ce sujet a été enrichie par l'introduction des voies hybride et bronze.

### La voie verte
La voie verte du libre accès concerne le libre accès par auto-archivage. Ici ce sont les auteurs qui déposent eux-mêmes des copies de leurs articles sur une archive ouverte. Un des principaux partisans de la voie verte est Stevan Harnad, et cela depuis 1994.
Ces archives électroniques peuvent être thématiques (arXiv, BioR-xiv, PubMed Central), institutionnelles comme le Digital Access to Scholarship at Harvard (DASH) de l'Université Harvard, Papyrus de l’Université de Montréal) ou individuelles (site web personnel). En novembre 2023, le Directory of Open Access Repositories (OpenDOAR) recensait 5 868 dépôts, tandis que le Registry of Open Access Repository (ROAR) en comptait 5 603. Selon les politiques d’autoarchivage des éditeurs, plus de 80 % de l'ensemble de la production scientifique devrait être disponibles en libre accès. Toutefois, d'autres études ont avancé que la proportion actuelle d’articles disponibles en libre accès par voie verte se situe à 33,8 %.

### La voie dorée
La voie dorée du libre accès (anglais : gold open access) implique les revues éditrices qui rendent leurs articles directement et immédiatement accessibles au public. Ces publications s'appellent des « revues en accès ouvert » (anglais : « open access journal »). Ainsi, ces revues se consacrent expressément à la promotion du libre accès, offrant aux utilisateurs la possibilité de consulter gratuitement leurs articles via leur site web. Elles ont la possibilité de percevoir ou non des frais de traitement des articles (en anglais : Articles processing charges – APC) pour générer des revenus. En général, les revues en libre accès sont identifiées par leur présence dans le répertoire des revues en libre accès (DOAJ),. Depuis le début des années 2000, le nombre de revues en accès ouvert doré répertorié par le DOAJ a connu une croissance exponentielle, passant d'une vingtaine en 2002 à 16 621 en 2021. De plus, en 2014, 17 % des articles scientifiques (y compris de sciences humaines) publiés dans le monde l'étaient selon ce modèle (la proportion n'était que de 14 % en 2012). Un exemple de publication en libre accès est la revue Public Library of Science, qui utilise le modèle de financement dit « auteur-payeur » c'est-à-dire que l'article est certes gratuit pour le lecteur mais sa parution a été payante pour l'auteur (ou son institution).

### La voie hybride
Le libre accès hybride concerne les articles publiés dans des revues à abonnement qui offrent la possibilité de rendre l'article disponible gratuitement et immédiatement pour tous les lecteurs si l'auteur de l'article paie un frais de traitement (APC). Les éditeurs sont ainsi payés deux fois pour le même article. Pour cette raison, la voie hybride est généralement critiquée par la communauté scientifique.

### La voie Bronze
Le modèle de libre accès Bronze a été récemment introduit par Heather Piwowar et son équipe et se réfère aux publications qui sont librement accessibles sur le site web de l’éditeur de la revue, mais qui n’ont pas de licence libre identifiable. Cette voie partage donc à la fois les attributs du libre accès doré et ceux de l'hybride, puisque les articles sont hébergés par l’éditeur dans tous les cas. Or, contrairement à l’accès libre doré, les articles de la voie bronze ne sont pas publiés dans des revues considérées comme étant en accès libre dans le DOAJ, car l’absence de licence les rend incompatibles avec les critères d’admissibilité de cette base de données. De plus, sans licence identifiable, les articles sont libres de lectures mais ne permettent pas d’étendre les droits de réutilisation au-delà de la lecture. Il est intéressant de noter que la majorité des articles en libre accès sont hébergés par la voie Bronze sur les sites web des éditeurs, soit sans licence du tout, soit sans licence ouverte, selon une étude menée en 2018.

### La voie diamantée

Diagramme de Venn présentant les différentes voies d'édition scientifique en libre accès (Open access).

La voie diamantée, aussi appelée voie platine, est présentée comme une variante de la voie dorée où des organisations et associations non-commerciales et sans but lucratif publient du matériel rendu disponible en ligne et sous forme numérique, gratuit autant pour l'auteur que pour le lecteur et qui ne permet pas une réutilisation commerciale ou générant un profit. Les auteurs conservent donc leurs droits d'auteurs, et le matériel publié est diffusé par défaut en licence libre Creative Commons. Les revues appliquant le modèle diamant peuvent être subventionnées, directement ou indirectement, par des institutions reliées à la production des savoirs, ou générer leur revenu par des services auxiliaires ou de la publicité. Elles s'appuient sur le fait que l'essentiel du travail intellectuel qu'implique une publication scientifique est réalisée bénévolement par les chercheurs, quel que soit le modèle.
Ce modèle est soutenu par Science Europe. En 2021, on estime qu'entre 17 000 et 29 000 revues scientifiques reposent sur un modèle de libre accès diamanté. Elles représentent 73 % des revues enregistrées dans le Directory of Open Access Journals mais seulement 44 % des articles publiés, car leur production moyenne (nombre de textes publiés) est inférieure à celle des revues commerciales. Le modèle diamanté a connu un succès particulier dans les revues basées en Amérique latine (95 % des revues OA) à la suite de l'émergence de grandes plateformes soutenues par l'État, telles que SciELO et Redalyc.
En 2022, de nouvelles politiques nationales et internationales, telles que la recommandation de l'UNESCO sur la science ouverte, et en Europe le Plan d'action pour le libre accès diamanté promu par la cOAlition S visent à soutenir le développement de formes d'édition en libre accès non commerciales ou promues par la communauté. En octobre 2023 le premier Global Summit on Diamond Open Access s'est tenu à Toluca, au Mexique.

## Historique
Le mouvement moderne des archives ouvertes est né avec le potentiel dégagé par l'arrivée d'Internet. Le coût fixe de production de l'article peut alors être clairement séparé du coût marginal de distribution en ligne. Ces nouvelles possibilités ont émergé à un moment où le système traditionnel, basé sur l'impression papier des revues scientifiques, était en crise. De fait, le nombre de journaux et d'articles produits a augmenté à un taux dépassant celui de l'inflation alors que les budgets des bibliothèques universitaires ont stagné. Ainsi, aux États-Unis, et selon l'Association of Research Libraries (en), les dépenses en matière de périodiques ont augmenté de 402 % entre 1986 et 2011, contre 71 % pour les monographies.
Au moment même où la technologie rendait possible, pour la première fois, un accès presque illimité aux revues scientifiques, cet accès devait se voir limité au sein des universités pour des raisons budgétaires. Face à ce constat, les bibliothécaires ont joué un rôle important dans le mouvement des archives ouvertes, d'abord en alertant le corps enseignant et les administrateurs sur la crise provoquée par le coût croissant des abonnements aux revues savantes. En 1997, l'association des bibliothèques de recherche a créé la coalition SPARC qui regroupe des bibliothèques universitaires et de recherche ainsi que d'autres organismes pour faire face à la crise et développer des solutions de rechange, telles que le libre accès et les archives ouvertes.
La première archive scientifique disponible en ligne fut arXiv. Lancée en 1991, c'était au début un service de prépublication de documents de travail pour des physiciens. L'existence antérieure d'une culture de diffusion des documents de travail, en physique des particules notamment, serait une des raisons principales pour expliquer la réussite d'arXiv. Aujourd'hui, l'auto-archivage est devenu la norme en physique, avec quelques sous-domaines de la physique, tels que la physique des particules, ayant un taux approchant 100 % d'auto-archivage.
Une des premières déclarations internationales fondatrices sur le libre accès, qui inclut une définition, une information de fond et une liste de signataires, est la Budapest Open Access Initiative lancée le 14 février 2002. Ce rassemblement est reconnu comme le premier rassemblement historique fondateur du mouvement du libre accès. Cette déclaration a été mise à jour en septembre 2012, à l'occasion d'un second rassemblement, la BOAI 10.
La déclaration de Budapest est suivie, en 2003, par la publication de deux autres déclarations fondatrices, à savoir la Déclaration de Bethesda, lancée en juin 2003, et la Déclaration de Berlin sur le libre accès à la connaissance en sciences et sciences humaines, en octobre 2003. La Déclaration de Berlin est construite et basée sur la définition issue de l’Open Access Initiative de Budapest.
En 2004, l'université du Minho, au Portugal, est la première université qui exige le dépôt des travaux de recherche. L'université publie une politique de dépôt obligatoire, « ce qui entraîna immédiatement une croissance forte du dépôt institutionnel local ».
Certains sites web comme Sci-Hub créé en 2011 permettent un accès illégal à des documents couverts par un copyright par l'obtention des comptes d'étudiants, de scientifiques ou d'institutions ayant un accès libre à la plateforme de mise à disposition des articles.

## Acteurs

### Auteurs et chercheurs
Pour les scientifiques, la principale motivation pour mettre ses articles en libre accès est l'impact (l'audience) de celui-ci. Outre la diffusion des connaissances, le facteur d'impact est en effet devenu un critère d'évaluation de la recherche et des chercheurs. De plus en plus, les auteurs sont invités à rendre leurs travaux accessibles librement, aussi bien par les organismes financeurs de la recherche, tels que NIH, le FNS et le WT, que par les universités. De fait, près de 3 000 chercheurs en intelligence artificielle ont signé une pétition renonçant à publier leurs travaux dans Nature Machine Intelligence de l'éditeur scientifique Nature Research, dont l'accès aux publications est payant, préférant publier leurs articles sur le site d'ArXiv.
Les auteurs qui souhaitent rendre leur travail librement accessible ont un certain nombre de possibilités. Une des options est de publier dans une revue en libre accès (« gold OA » ou voie dorée). Pour trouver ces revues, il est possible d'utiliser le Directory of Open Access Journals DOAJ. Le DOAJ est loin d'être complet à cause du temps nécessaire au processus de vérification de la qualité de la revue ; il recense néanmoins plus de 10 000 revues en 2015.
Selon les cas, la revue peut demander le paiement de frais de publication (en anglais, article processing charges APC) à l'auteur ou à son financeur — d'où le terme de « modèle auteur-payeur » parfois employé. Traditionnellement, beaucoup de revues universitaires facturent des frais aux auteurs pour la mise en page, l'ajout de graphiques, d'images en couleurs… ; les frais de publication pour la diffusion en libre accès viennent s'ajouter à ces frais pour les auteurs. Cette pratique de frais de publication ne toucherait que 26 à 29 % des revues en libre accès référencées par le DOAJ ; elles seraient également moins taxées de frais d'auteurs que les titres traditionnels à abonnement. Quand les revues pratiquent des frais de traitement, c'est l'employeur (ou le bailleur de fonds) de l'auteur qui paye ces honoraires, et non pas l'auteur. De plus, des provisions sont constituées afin de couvrir les auteurs pour qui le fait de publier pourrait entraîner des difficultés financières.
La seconde option (« green OA » ou voie verte) est l'auto-archivage par l'auteur : celui-ci dépose une copie de son article dans une archive ouverte, qui peut être institutionnelle ou thématique. Pour vérifier si un éditeur a donné son accord à un auteur pour l'auto-archivage, l'auteur peut vérifier quelle est la politique de l'éditeur vis-à-vis de l'auto-archivage sur le site web SHERPA/RoMEO mis en place par le JISC. En France, Mir@bel remplit la même fonction.
Il existe également d'importantes différences entre les travaux universitaires, scientifiques ou autres :
Le libre accès inclut l'accord général des auteurs de la libre distribution du travail et de la publication sur une infrastructure (technique) qui permet une telle distribution. En revanche, on présume souvent que l'idée du contenu libre (Open Content) inclut la permission générale de modifier un travail donné. Or le libre accès se rapporte principalement à la disponibilité libre sans aucune autre implication. En effet, beaucoup de projets de libre accès sont concernés par la publication scientifique – un secteur où il est tout à fait raisonnable de maintenir un contenu de travail statique et de l'associer à un auteur déterminé.
L'attribution est très importante dans les travaux de recherche, tant pour des raisons de carrière que, dans certains cas, pour des raisons inhérentes au contenu de la science elle-même. Voir l'article  ORCID.
Tandis que le libre accès se concentre actuellement sur les articles de recherche, n'importe quel créateur qui souhaite travailler ainsi peut partager son travail et l'en décider les règles pour le rendre accessible à tous. Creative Commons fournit des moyens aux auteurs pour qu'ils indiquent facilement des autorisations et des permissions facilement lisibles et compréhensibles par des humains et/ou des machines dans le but de « libérer les sciences ».

### Utilisateurs
Les principaux lecteurs des articles des recherches sont d'autres chercheurs. Le libre accès permet aux chercheurs et aux étudiants, en tant que lecteurs, d'accéder à des articles de revues auxquelles leurs bibliothèques ne se sont pas abonnées. Les grands bénéficiaires du libre accès sont d'abord les États, qui financent la recherche publique laquelle constitue souvent une grande part de la recherche totale, et doivent payer, en outre, les abonnements aux revues publiant des articles issus de travaux de recherche publics, mais également les pays en développement, dans lesquels certaines universités n'ont pas d'abonnements à des revues scientifiques (et au-delà : en 2015, la Grèce a dû annuler ses abonnements via le Hellenic Academic Libraries Link en raison de la crise). Cependant, tous les chercheurs en bénéficient car aucune bibliothèque ne peut s'offrir un abonnement à tous les périodiques scientifiques. La plupart d'entre elles ne sont abonnées qu'à une fraction d'entre eux. Lee Van Orsdel et Kathleen Born ont résumé cet état actuel par ce que les bibliothèques appellent « la crise de la publication périodique ».
Le libre accès étend les résultats de la recherche au-delà de la communauté scientifique. Un article en libre accès peut être lu par quiconque, que ce soit un professionnel dans un domaine, un journaliste, un décideur politique, un fonctionnaire, un acteur associatif ou un amateur intéressé. Plusieurs études se sont intéressées aux usages extra-académiques qui pouvaient être faits des travaux scientifiques.
Ceux qui s'intéressent à la recherche scientifique peuvent consulter le Directory of Open Access Journals. On peut y trouver un certain nombre de revues obéissant au principe de la validation des articles par des pairs, entièrement accessibles, ou utiliser le moteur de recherche du site. Des articles peuvent également être trouvés par des recherches sur le Web, en utilisant n'importe quel moteur de recherche ou ceux spécialisés dans la littérature scientifique universitaire tels qu'OAister (Open Accessister), Citebase, CiteSeerx, Scirus et Google Scholar. En utilisant cette technique, il est important de se rappeler que les résultats peuvent inclure des articles qui ne sont pas passés par le processus de contrôle de qualité des revues validées par des pairs. Il existe plusieurs sites avec guides d'accès libre aux publications scientifiques, par exemple Libre Accès pour chercheurs africains (ilissAfrica).

### Bailleurs de fonds de recherche et universités
Les bailleurs de fonds et les universités veulent s'assurer que les travaux de recherche qu'ils financent ou qu'ils soutiennent de différentes manières, ont l'impact le meilleur possible pour la recherche.
Certains bailleurs de fonds du monde de la recherche commencent à demander que les recherches qu'ils ont financées soient accessibles en libre accès. Par exemple, les deux plus grands bailleurs de fonds au monde dans le domaine de la recherche médicale, ont demandé à leurs chercheurs de diffuser en libre accès les résultats des travaux de recherche qu'ils ont financé. Ces politiques sont nouvelles, et s'appliquent aux nouveaux accords, ainsi les résultats apparaîtront lentement mais sûrement. Par exemple, le « U.S National Institute of Health's Public Access Policy » a pris effet en mai 2005. Les chercheurs qui souhaitent obtenir des subventions doivent se plier aux directives de leurs financeurs en matière de diffusion des résultats de recherche.
D'autres bailleurs de fonds se situent dans un processus de révision de leurs politiques, en vue de maximiser leur impact. Un des développements les plus notables dans ce secteur est la politique proposée au Royaume-Uni par le « Conseil de Recherche » sur l'accès aux publications de recherche. Cela signifie qu'à terme, environ la moitié de la recherche produite dans les universités britanniques sera disponible en libre accès, par le biais des archives ouvertes institutionnelles. Ce qui est intéressant au sujet de cette initiative se situe dans le fait qu'elle couvre toutes les disciplines, et pas seulement la bio-médecine, contrairement aux agences de santé des États-Unis. Un autre exemple est le « Social Sciences and Humanities Research Council » au Canada. Ce conseil a lancé une consultation sur tout le pays afin de transformer le conseil de sorte qu'il puisse soutenir davantage les chercheurs et s'assurer que les Canadiens bénéficient directement de leurs investissements dans la recherche et dans le savoir. Ceci marque un accent plus clair sur la valeur de la recherche au public, et n'est pas restreint à la communauté des chercheurs, tel qu'il est vu dans d'autres initiatives semblables.
Les universités commencent à adapter leurs politiques, en exigeant que leurs chercheurs rendent disponibles leurs publications en libre accès, et développent les archives ouvertes institutionnelles sur lesquelles ces publications peuvent être déposées. C'est le cas, par exemple, du CNRS via son projet HAL, porté par le centre pour la communication scientifique directe.

### Public et recommandations
Le libre accès, dans le domaine de la recherche, est important pour le public, et cela pour plusieurs raisons.
Tout d'abord, un des arguments qui plaide en faveur du libre accès à la littérature scientifique, est que la plupart de ces recherches sont financées par les contribuables. C'est une des raisons de la création de groupes de recommandations tels que « The Alliance for Taxpayer Access ». Par ailleurs, l'accès à la littérature de recherche intéresse particulièrement certains groupes de publics, hors du milieu académique : par exemple, les patients atteints de maladies rares, pour lesquelles peu d'information est disponible, ou bien, les amateurs éclairés, dans de nombreuses disciplines.
Même ceux qui ne lisent pas les articles scientifiques bénéficient indirectement des effets de l'Open Access : si on ne veut pas lire des journaux médicaux par exemple, il est préférable que votre docteur ou d'autres professionnels de la santé y aient accès. L'Open Access accélère la recherche, et fait progresser la productivité : dans le monde, chaque chercheur peut lire un article quel qu'il soit, et pas simplement ceux qui paraissent dans des journaux spécialisés (auxquels leur bibliothèque n'est pas obligatoirement abonnée). Plus les découvertes sont rapidement diffusées, plus ces dernières profitent à tout le monde.

### Bibliothèques
Les bibliothécaires sont souvent de fervents défenseurs du libre accès, parce que l'accès à l'information se situe au cœur même des préoccupations de cette profession. Beaucoup d'associations de bibliothèques ont signé des déclarations en faveur du libre accès. Par exemple, en juin 2004, l'Association canadienne des bibliothèques a adopté une résolution en faveur du libre accès. L'association des bibliothèques de recherches américaine est l'une des principales fondatrices de la coalition pour la publication de recherche : Scholarly Publishing and Academic Ressources Coalition (SPARC). En France, l'appel de Jussieu de 2017 pour la science ouverte et la « bibliodiversité » a été soutenu par l'Association des Directeurs de Bibliothèques Universitaires (ADBU).
En Amérique du Nord et en Europe, dans beaucoup d'universités, la bibliothèque est le centre des archives institutionnelles, où les auteurs déposent leurs articles, comme à Harvard, à l’Université de Liège, à l'Université-Paris-Saclay CentraleSupélec ou à Sorbonne Université. Quelques bibliothèques sont à l'origine de revues telles que le Journal of Insect Science de la bibliothèque de l'université de l'Arizona, ou fournissent un support technique afin de créer des revues. Les bibliothèques de l'Université des Antilles assurent par exemple l'accompagnement à l'édition numérique de la revue en accès libre Études caribéennes, elles administrent l'archive institutionnelle HAL-UAG et pilotent la bibliothèque numérique Manioc.org, portail de valorisation du patrimoine et de la recherche de la zone Caraïbe-Amazonie-Plateau des Guyanes. La plateforme Episciences du CNRS permet de gérer la publication de revues nativement open access.
Au Canada, les bibliothèques de l'Université de Montréal proposent le service Papyrus pour déposer les articles ou contenus en libre accès.

### Éditeurs
Il existe beaucoup d'éditeurs différents (et de types d'éditeurs) au sein de la communauté scientifique. Les réactions des éditeurs de revues vis-à-vis du libre accès sont contrastées. Certains y voient de nouvelles opportunités économiques et mettent en place des programmes d'accès « hybride » à leurs publications : la revue est alors diffusée de façon traditionnelle sur abonnement, mais l'auteur d'un article peut également payer pour que celui-ci soit disponible en accès libre. L'éditeur est donc payé deux fois pour les articles diffusés selon ce modèle. D'autres font du lobbying actif contre les propositions du mouvement open access.
Des systèmes libres de publication sont disponibles pour ceux qui souhaitent diffuser leur revue scientifique en libre accès, par exemple Open Journal Systems (OJS), développé grâce au « Public Knowledge Project », et, « HyperJournal », conçu par des volontaires. Lodel, Logiciel d'édition électronique créé par le portail OpenEdition Journals est également disponible (en français). Bien qu'ils soient conçus initialement pour de l'édition universitaire, OJS, Lodel et Hyperjournal peuvent être utilisés par tout le monde.
Les éditeurs des pays en développement peuvent entrer en contact avec Bioline International afin de recevoir une aide gratuite pour créer une publication électronique. La mission de Bioline International est de réduire le fossé de connaissance entre le Sud et le Nord, en aidant les éditeurs des pays en voie de développement à rendre leurs travaux plus accessibles grâce à l'électronique.

## À l'international

### En France
En France, plusieurs initiatives d'accès ouvert se sont développées, couvrant les stratégies dites « vertes » (dépôt par l'auteur) et « dorée » (mise en ligne en accès ouvert par l'éditeur). Le projet de loi pour une République numérique, porté en 2015-2016 par la secrétaire d’État Axelle Lemaire, doit étendre le libre accès. L'archive HAL est la plus importante, car elle regroupe, dans une optique nationale, de nombreux organismes de recherche et universités. Le tableau ci-dessous montre que HAL accueillait 234 942 documents en accès ouvert au début de l'année 2013, dont près de la moitié viennent d'articles publiés dans des revues avec comité de lecture, proportion toujours similaire à la fin de l'année 2016.
| Articles dans des revues avec comité de lecture        | 109 793 | 46,73 % | 196 584 | 45,09 % |                        |     |        |      |        |
| Articles dans des revues sans comité de lecture        | 2 191   | 0,93 %  | 4 121   | 0,94 %  |                        |     |        |      |        |
| Conférences invitées                                   | 1 778   | 0,76 %  |         |         |                        |     |        |      |        |
| Communications avec actes                              | 37898   | 16,13 % | 69 588  | 15,96 % |                        |     |        |      |        |
| Communications sans actes                              | 6166    | 2,62 %  | 14 400  | 3,30 %  | Ouvrages scientifiques | 648 | 0,28 % | 1131 | 0,25 % |
| Chapitres d'ouvrages scientifiques                     | 6 377   | 2,71 %  | 13 635  | 3,12 %  |                        |     |        |      |        |
| Directions d'ouvrages                                  | 44      | 0,02 %  | 342     | 0,07 %  |                        |     |        |      |        |
| Poster                                                 |         |         | 1560    | 0,35 %  |                        |     |        |      |        |
| Autres publications                                    | 3757    | 1,60 %  | 5371    | 1,23 %  |                        |     |        |      |        |
| Thèses                                                 | 31 065  | 13,22 % | 57 349  | 13,15 % |                        |     |        |      |        |
| HDR                                                    | 1 815   | 0,77 %  | 2 939   | 0,67 %  |                        |     |        |      |        |
| Cours                                                  | 589     | 0,25 %  | 834     | 0,19 %  |                        |     |        |      |        |
| Preprint, Working Paper, Document sans référence, etc. | 21 597  | 9,19 %  | 41 100  | 9,42 %  |                        |     |        |      |        |
| Données de recherche                                   |         |         | 26 997  | 6,19 %  |                        |     |        |      |        |
| Total                                                  | 234 942 |         | 435 951 |         |                        |     |        |      |        |

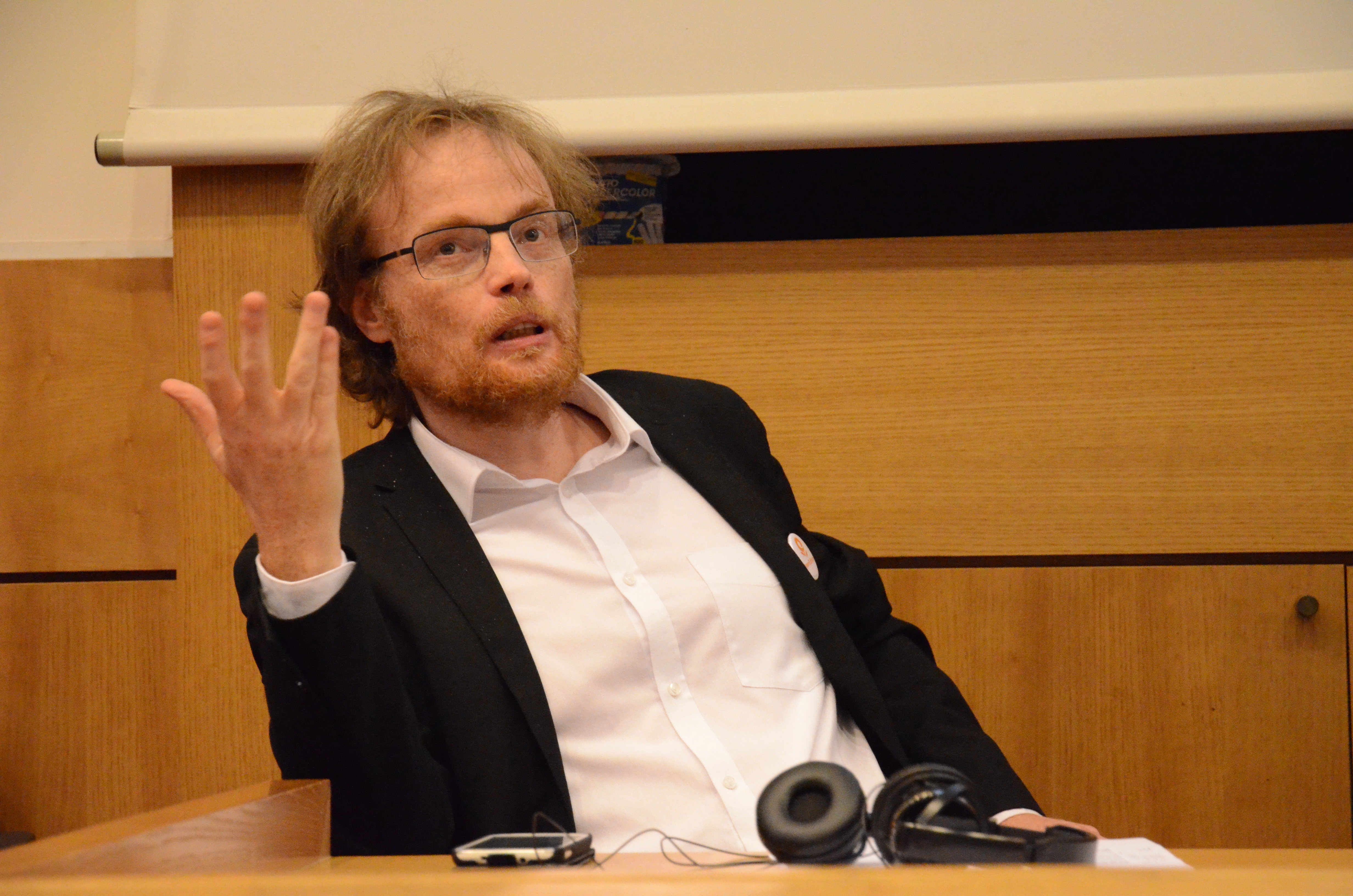
Marin Dacos en 2014

En 2018, le ministère de l'Enseignement supérieur et de la Recherche a lancé le Plan national pour la Science ouverte. L'historien et créateur de la plateforme Open Edition, Marin Dacos, est devenu le conseiller Science ouverte de la ministre Frédérique Vidal. Il est à la tête du Comité pour la Science ouverte. Depuis 2018, le Baromètre de la Science ouverte évalue la part des publications scientifiques françaises en libre accès. Ainsi, 67 % des publications parues en 2021 impliquant au moins un chercheur français sont en libre accès.

### En Belgique
En Belgique francophone, la plupart des universités possèdent leur archive institutionnelle : l'Université de Liège a développé ORBi, l'Université catholique de Louvain et l'Université de Namur DIAL, l'Université libre de Bruxelles DI-fusion. Ces systèmes sont souvent accompagnés d'un fort mandat d'incitation aux dépôts. La clef de voûte de cette incitation au dépôt est que seuls les articles des chercheurs déposés par exemple dans l'archive ORBI ou DIAL sont pris en compte dans l'évaluation de l'activité de recherche (et parfois du financement institutionnel de celle-ci).

### Au Canada
Le portail Érudit a été fondé en 1998 pour diffuser des revues savantes et déposer des articles, ouvrages électroniques et thèses. Il s'appuie sur un consortium interuniversitaire (Université de Montréal, Université Laval, Université du Québec à Montréal) et se présente comme « la plus importante plateforme de recherche francophone en Amérique du Nord ». Il rassemble 150 éditeurs universitaires et culturels canadiens. Au printemps 2017, Érudit établit un partenariat avec le Public Knowledge Project pour former la Coalition Publi.ca, un partenariat stratégique « dédié à l'avancement de la diffusion de la recherche et de la publication savante en SHS et en arts et lettres, au Canada et dans le monde », qui cherche à favoriser la diffusion en libre accès des savoirs produits par les revues scientifiques. Érudit regroupe presque l’ensemble des revues savantes québécoises dans les disciplines des Sciences Humaines et sociales (SHS) et des arts et lettres. En 2022, Érudit compte plus de 300 revues scientifiques et culturelles dont 97 % sont offertes en libre accès. De plus, la contribution au développement du libre accès et à un système non commercial de la communication savante figure en premier rang des orientations stratégiques 2021-2023 d’Érudit. Chaque université canadienne gère un dépôt institutionnel qui met en valeur la production scientifique de ses chercheurs et de ses étudiants.
En 2015, le gouvernement fédéral canadien lançait la « Politique des trois organismes sur le libre accès aux publications » (P3OLAP), qui s’appliquait aux travaux financés en totalité ou en partie par le CRSNG, le CRSH et les IRSC (remplaçant la politique déjà en place depuis 2008 dans ce dernier organisme). On peut y lire que « les titulaires d’une subvention doivent s’assurer que les articles découlant de la recherche financée par les organismes qu’ils publient dans une revue avec comité de lecture sont accessibles gratuitement dans les 12 mois qui suivent leur publication ». Pour ce faire, les titulaires d’une subvention peuvent avoir recours à un dépôt en ligne ou à une revue. La politique stipule que « ces moyens ne s’excluent pas mutuellement. Les chercheurs sont fortement encouragés à déposer dans un dépôt en ligne accessible, immédiatement après sa publication, une copie de leur manuscrit final et évalué par les pairs même s’il est librement accessible dans le site Web de la revue ».
Malgré cette politique, une étude de 2018 a révélé que les chercheurs canadiens se conforment mal aux exigences de diffusion en libre accès de leurs travaux. Ces résultats concordent d’ailleurs avec les données du Trends for open access to publication de la Commission Européenne qui classe le Canada au 32e rang sur 36 pays pour le pourcentage global de publications en libre accès de 2009 à 2018. Afin de favoriser la publication en libre accès, les trois organismes fédéraux ont expliqué avoir lancé un projet pilote visant à stimuler la participation à une base de données européenne regroupant la recherche en libre accès et le CRSH a réorienté ses critères de financement des revues savantes.
Au Québec, en plus des organismes subventionnaires fédéraux, le Fonds de recherche du Québec (FRQ) est le principal bailleur de fonds provincial. La « Politique de diffusion en libre accès des Fonds de recherche du Québec » a été adoptée le 15 avril 2019 et exige que tous les bénéficiaires de financement du FRQ rendent leurs publications disponibles en libre accès au plus tard 12 mois après la publication initiale. Puis, en adhérant au Plan S en mai 2021, les FRQ sont convenus d’implanter graduellement de nouvelles mesures, en tenant compte du contexte québécois. En 2022, ils ont adopté une version révisée de la politique de diffusion en libre accès qui exige dorénavant que les publications examinées par les pairs soient diffusées en libre accès immédiat, et, sous licence ouverte.
Les résultats d'une étude ayant recensé un total de 309 103 articles de chercheurs canadiens, publiés entre 1995 et 2019, indiquent que 44 % des articles étaient publiés en libre accès, variant selon les territoires et les disciplines. Les auteurs concluent que les articles financés par des fonds de recherches obtiennent de faibles pourcentages, considérant que toutes les politiques des principaux organismes subventionnaires publics, et même privés, encouragent la diffusion en libre accès. Ces résultats concordent avec ceux déjà observés par Larivière et Sugimoto en 2018 : « Sans réelle conséquence sur leur financement, les chercheuses et chercheurs perdent de vue leur obligation de se conformer aux politiques sur la diffusion en libre accès. »

### Aux Pays-Bas
En 2014, la nl Vereniging van Samenwerkende Nederlandse Universiteiten (VSNU) a annoncé avoir reconduit son abonnement à un ensemble de 2 000 revues publiées par Springer, en incluant dans le contrat des conditions selon lesquelles tout article publié par un chercheur membre d'une université néerlandaise devait être mis en libre accès sans frais supplémentaires. Peu avant Noël 2015, VSNU annonça un accord analogue passé avec Elsevier après avoir menacé ce dernier d'un boycott s'il n'acceptait pas ces conditions. D'ici à 2018, 30 % des articles écrits par des chercheurs travaillant dans des universités néerlandaises et publiés dans des revues Elsevier devraient être en libre accès[Passage à actualiser].

### Au Royaume-Uni
Jisc (en), qui représente les institutions d'enseignement supérieur au Royaume-Uni, a négocié en octobre 2015 un contrat analogue à ceux passés par les Pays-Bas, conduisant à mettre en libre accès les articles publiés dans 1 600 revues de Springer lorsque ceux-ci sont rédigés par des chercheurs membres d'institutions britanniques.

### En Suisse
Une stratégie nationale pour la publication en libre accès a été adoptée en 2017, et révisée en 2024.La publication en libre accès de toute publication scientifique financée par des fonds publics devrait devenir la règle au plus tard en 2032. Le Fonds national suisse de la recherche scientifique (FNS), pour sa part, demande aux récipiendaires de ses fonds de publier les résultats de leurs recherches en libre accès à partir de 2020, par la voie dorée ou par la voie verte. En 2022, le FNS annonce qu'il rejoint le plan S, ce qui fait que ses exigences sont renforcées, et que les chercheurs et chercheuses doivent publier leurs articles en libre accès sans embargo pour les projets débutant après le 1er janvier 2023. Le FNS peut prendre en charge les frais de publication dans des revues OA, à condition qu'il s'agisse de revues purement open access, et non de revues hybrides. Les universités suisses ont conclu des accords transformatifs ou Read & Publish (permettant d'accéder aux publications et également de publier en libre accès) avec plusieurs grands éditeurs scientifiques, dont Elsevier, Springer et Wiley.
Une proportion importante de la recherche suisse est déjà publiée en libre accès : Swissuniversities estime que 73% des articles scientifiques suisses ont été publiés en libre accès en 2022.

### Dans la Communauté européenne
L'engagement de la Communauté européenne avec le libre accès à la science se manifeste avec le document « Guidelines on Open Access to Scientific Publications and Research Data in Horizon 2020 » (décembre 2013), et le financement de projets comme OpenAIRE, EUDAT, FOSTER et RDA-Europe entre autres. En septembre 2018, le Conseil européen de la recherche ainsi que 12 agences nationales ont lancé le Plan S, une initiative qui vise à ce que les travaux financés par des fonds publics soient en libre accès d'ici à 2020.

### À l'UNESCO
L'UNESCO adopte, lors de la 191e session du Conseil exécutif, une politique de libre accès de tous ses résultats et réalisations. Cela s'applique en particulier à toutes ses publications parues depuis le 31 juillet 2013.
Le document Principes directeurs pour le développement et la promotion du libre accès, par Alma Swan (avec relecture entre autres de Jean-Claude Guédon), a pour objectif de promouvoir le libre accès dans les États membres de l'UNESCO.

## Critiques
Dans le quotidien québécois Le Devoir en 2013, le vice-recteur et professeur de l'époque, Pierre Noreau, signale ses inquiétudes quant à la publication massive de la recherche en langue anglaise au détriment du français.
En effet une enquête présentée par Jennifer Dion, Le défi de former une relève scientifique d’expression française : l’usage du français et de l’anglais dans la formation universitaire aux cycles supérieurs au Québec, évoque l'hégémonie de la langue anglaise dans les publications scientifiques notamment dans les secteurs du génie, de l'administration et des sciences de la santé.
Pierre Noreau explique que dans les domaines des sciences sociales l'utilisation de la langue implique des enjeux différents : « on n’a pas de langage universel, comme en mathématique, par exemple. Par conséquent, le fait d’écrire dans une langue ou dans une autre, ça a un impact direct sur le contenu même. Il y a une plus grande compénétration des dimensions linguistiques et des modes d’expression de la pensée. Dans ces secteurs-là, on ne peut tenir compte de la production scientifique sans tenir compte du caractère linguistique ».
Pierre Noreau évoque également la problématique de l’accessibilité et de la diffusion des publications scientifiques en langue française : « le milieu francophone de la recherche ne bénéficie pas d’un système d’indexation systématique des publications scientifiques », contrairement au milieu anglophone.
Il souligne en terminant que la solution pourrait résider dans la publications des recherches avec l'aide des éditions numériques contrairement aux éditeurs traditionnels, qui selon lui, sont moins sensibles à la problématique.